# Mönkhsaikhany Tserenlkham
Mönkhsaikhany Tserenlkham (født 13. marts 1996) er en mongolsk basketballspiller som deltog i de olympiske lege 2020.